# Coronhelmis novaecaledoniae
Coronhelmis novaecaledoniae is een platworm (Platyhelminthes). De worm is tweeslachtig. De soort leeft in het zoute water.
Het geslacht Coronhelmis, waarin de platworm wordt geplaatst, wordt tot de familie Promesostomidae gerekend. De wetenschappelijke naam van de soort werd voor het eerst geldig gepubliceerd in 2005 door Willems, Artois, Backeljau & Schockaert.